# Megachile spinotulata
Megachile spinotulata là một loài Hymenoptera trong họ Megachilidae. Loài này được Mitchell mô tả khoa học năm 1934.